# Echidnopsis inconspicua
Echidnopsis inconspicua là một loài thực vật có hoa trong họ La bố ma. Loài này được Bruyns mô tả khoa học đầu tiên năm 2004.